# Jibia (Nigeria)
Jibia es una localidad del estado de Katsina, en Nigeria, con una población estimada en marzo de 2016 de 226 000 habitantes.
Se encuentra ubicada al norte del país, a poca distancia al sur de la frontera con Níger y al oeste de la ciudad de Kano.